# Sénéchaussée de Navarre
 (novembre 2016).
Si vous disposez d'ouvrages ou d'articles de référence ou si vous connaissez des sites web de qualité traitant du thème abordé ici, merci de compléter l'article en donnant les références utiles à sa vérifiabilité et en les liant à la section « Notes et références ».

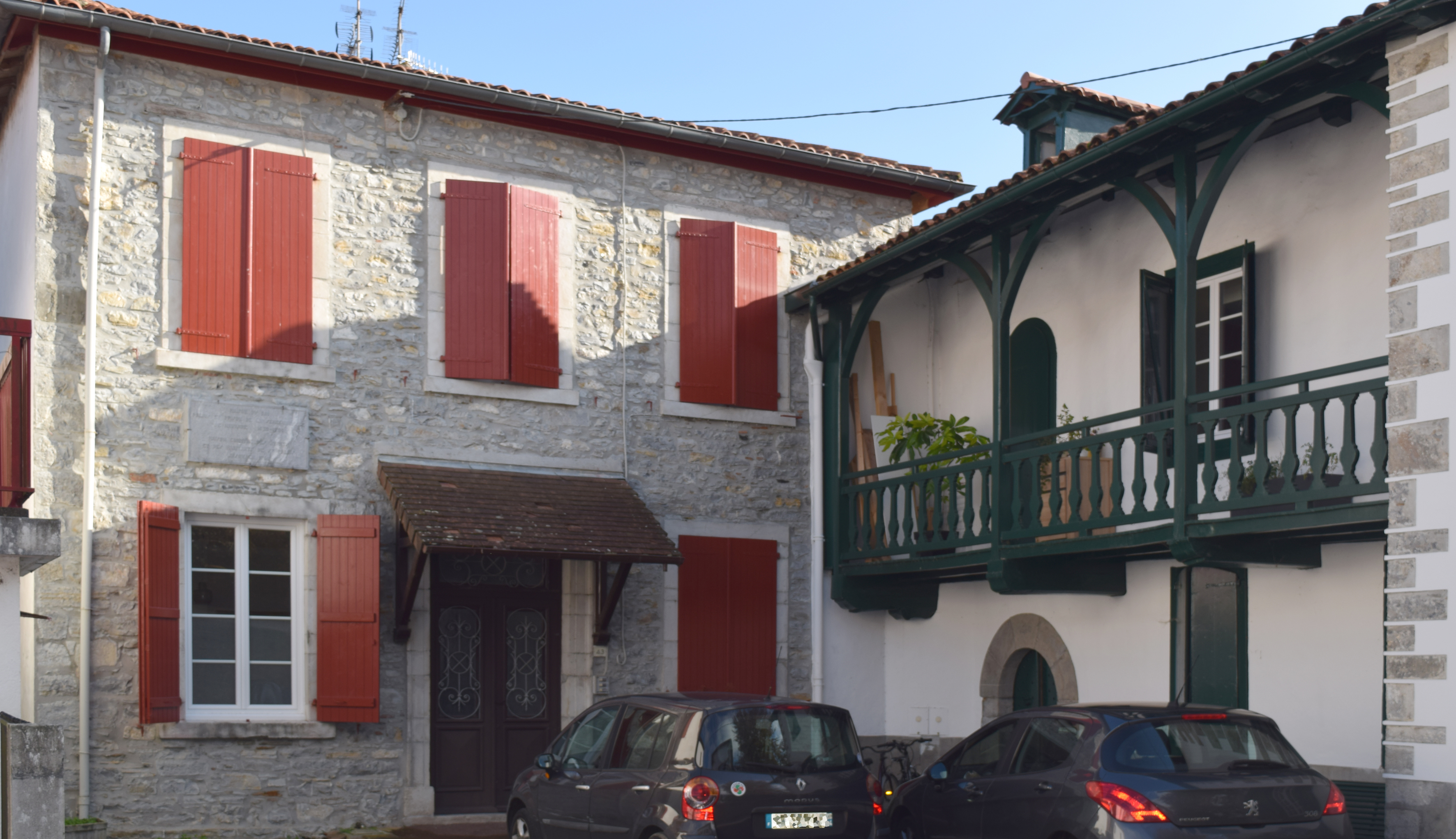
Maison du roi.

La sénéchaussée de Navarre est issue du regroupement par Louis XIII de la chancellerie de Saint-Palais et de la justice du Béarn, au sein du Parlement de Navarre à Pau. 
À la suite de nombreuses protestations, la chancellerie obtient un sursis de 4 ans pour être remplacée en 1639 par la sénéchaussée de Navarre.
La sénéchaussée de Navarre dispose d'un palais et d'une prison à Saint-Palais, dans la maison du Roi entre 1639 et 1790.
Tous les ans, étaient désignés six prud'hommes qui secondaient la sénéchaussée et les jurats, dans l'administration de la ville.